# Colin Robbins
Colin John James Robbins, né le 5 février 1905 à Umhlali, est un joueur sud-africain de tennis.

## Carrière
Il atteint les 1/8 de finale en simple du tournoi de Roland Garros en 1933.
Il atteint les 1/32 de finale en simple du tournoi de Wimbledon en 1933.
Il joue avec l'Équipe d'Afrique du Sud de Coupe Davis en 1929 et 1933.

## Référence
1. ↑  (en) Tennis Archives